# Fiodor Fiodorov (peintre d'icônes)
Pour les articles homonymes, voir Fiodor Fiodorov.
 Fiodor Fiodorov (né en 1662 ou 1664 et mort en 1732) est un peintre iconographe originaire de la ville de Iaroslavl en Russie.

## Biographie
Fiodor Fiodorov est le fils du peintre Fiodor Karpov et le frère de Léonti Fiodorov. Il exécute des peintures murales et de la peinture de genre. On lui doit la décoration de plusieurs édifices religieux de Iaroslavl dont celle de la cathédrale de la Présentation-du-Christ du monastère de Tolga en 1690-1691 et également celle de l'église du Sauveur-dans-la-ville en 1693.
Peut-être la décoration de la chapelle de l'Intercession de l'Église du Prophète Élie de Iaroslavl est-elle également son œuvre. De même celle de l'église Dimitri de Prilouki sur Navoloke à Vologda.     

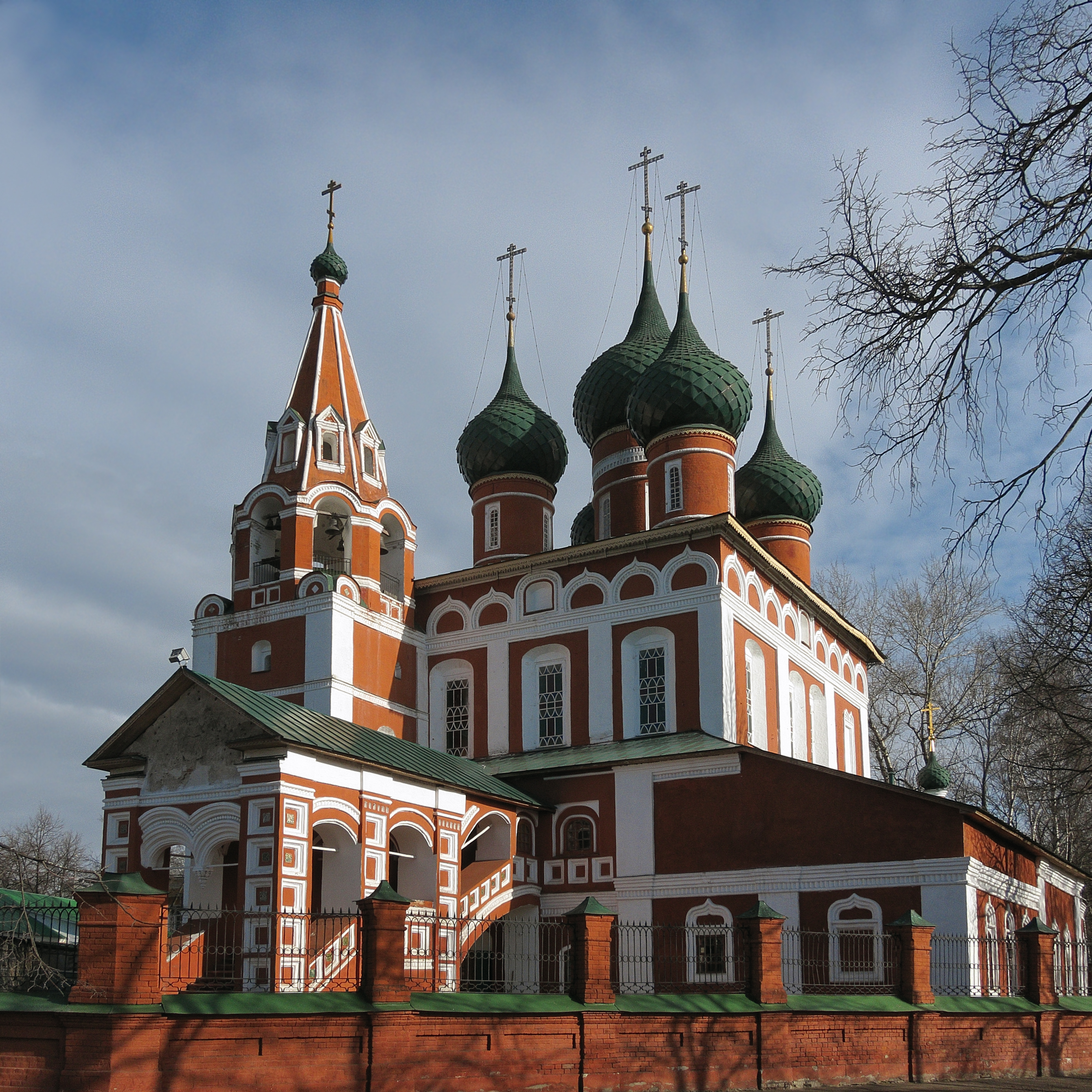
Église de l'archange Mikhaïl à Iaroslavl.

En 1731 , un an avant sa mort, il dirige un artel d'iconographes à l'église de l'archange Mikhaïl à Iaroslavl pour décorer cette église.